# シモーナ・クルペツカイテー
シモーナ・クルペツカイテー（Simona Krupeckaitė、1982年12月13日 - ）は、リトアニア、ウテナ出身の自転車競技（トラックレース）選手。

## 成績
2004年
- 世界選手権自転車競技大会（メルボルン）
  - 500mタイムトライアル（500mTT） 3位

2008年
- トラックレース世界選手権（マンチェスター）
  - 500mTT 2位
  - スプリント 2位
- UCIトラックワールドカップ2008-2009
  - カリ - スプリント & 500mTT & ケイリン 優勝

2009年
- UCIトラックワールドカップ2008-2009
  - 北京 - スプリント & 500mTT & ケイリン 優勝
- 世界選手権（プルシュクヴ）
  -  500mタイムトライアルにおいて、同種目の世界記録（33秒588）保持者、アンナ・メアーズ（2位）や、北京オリンピック金メダリストのヴィクトリア・ペンドルトン（3位）らに対し、33秒296の世界記録をマークして優勝を果たした。
  - スプリント 3位
  - チームスプリント 3位
- UCIトラックワールドカップ2009-2010
  - マンチェスター - ケイリン 優勝
  - カリ － 500mTT & スプリント 優勝

2010年
- 世界選手権では、出場した全ての種目でメダル獲得を果たした。
  - 500mTT2位
  - チームスプリント3位
  - スプリント3位
  -  ケイリン 優勝

2011年
- 世界選手権
  - スプリント 2位
- UCIトラックワールドカップ2011-2012
  - カリ - ケイリン 優勝

2012年
- 世界選手権
  - スプリント 2位
- ロンドンオリンピック
  - ケイリン 7位
  - スプリント 5位